# Authentizität
Authentizität (von griechisch αὐθεντικός authentikós „echt“; spätlateinisch authenticus „verbürgt, zuverlässig“) bedeutet Echtheit im Sinne von Ursprünglichkeit.

## Allgemeines
Authentizität bezeichnet eine kritische Qualität von Wahrnehmungsinhalten (Gegenständen oder Menschen, Ereignissen oder menschlichem Handeln), die den Gegensatz von Schein und Sein als Möglichkeit zu Täuschung und Fälschung voraussetzt. Als authentisch gilt ein solcher Inhalt, wenn beide Aspekte der Wahrnehmung, unmittelbarer Schein und eigentliches Sein in Übereinstimmung befunden werden. Die Scheidung des Authentischen vom vermeintlich Echten oder Gefälschten kann als spezifisch menschliche Form der Welt- und Selbsterkenntnis gelten. Zur Bewährung von Authentizität sind sehr weitreichende Kulturtechniken entwickelt worden, die die Kriterien von Authentizität für einen bestimmten Gegenstandsbereich normativ zu (re-)konstruieren versuchen.

## Formen von Authentizität

### Archäologische und historische Authentizität
Authentizität von verschiedenen aufgefundenen Artefakten (z. B. Kunstwerken, Bauteilen, Münzen, Schriftstücken) bedeutet, dass der zu untersuchende Gegenstand tatsächlich von den Personen, Autoren oder Quellen stammt, von denen er zu stammen vorgibt, also weder Fälschung noch Fehlzuschreibung ist. Ein klassisches Beispiel aus dem Bereich der Altphilologie ist die sogenannte Homerische Frage. Mit den Mitteln der Sprachwissenschaft wird die Autorschaft Homers gegen die überlieferte Zuschreibung geprüft. Zugleich wird im Rahmen der Altertumswissenschaft die historische Authentizität (die tatsächliche Existenz) Homers sowie der in diesen Schriften geschilderten Schauplätze und Ereignisse mit den Mitteln der Geschichtswissenschaft und Archäologie überprüft (vgl. etwa die Tübinger Troja-Debatte).
Die Frage nach historischer Authentizität wurde am Beispiel biblischer Texte intensiv diskutiert. Gegenüber einem biblizistischen Verständnis, nach dem die Korrespondenzwahrheit der Bibel durch archäologische Artefakte bewiesen werden sollte, hat die theologische Wissenschaft eine differenzierte Zuordnung von Faktualitätsanspruch und erzählerischer Fiktionalität ermöglicht. Authentizität wird hierbei ausgeweitet auf die Frage nach Wahrheit und Wirklichkeit.

### Hermeneutik: Mens Auctoris und interpretatio authentica
Die griechischen Kirchenväter übersetzten Authentizität mit dem lateinischen Begriff Auctoritas, der in der deutschen Sprache als Autorschaft oder Autorität erhalten ist. Zu den Grundlagen hermeneutischer Exegese (Textinterpretation) gehört die Frage nach der Absicht des Autors (mens auctoris) sowie der Begriff einer authentischen Interpretation, die von abwegigen oder ketzerischen, nicht-authentischen Auslegungen zu unterscheiden ist.

### Rhetorik
Die Rhetorik verhandelt die Authentizitätsfrage auf der Textebene und der Ebene der rednerischen Performanz (Aufführung). Es handelt sich dabei um eine Inszenierung, die ihre Inszeniertheit zu verbergen und so einen Echtheits- bzw. Wirklichkeitseffekt zu erzeugen sucht (vgl. das Prinzip der dissimulatio artis). Authentizität ist nicht als Eigenschaft, die einem Text oder einer Person einfach innewohnt, zu verstehen, sondern als Ergebnis eines Zuschreibungsprozesses, das auf die rednerische Intention zurückgeführt werden soll.
Auf der Textebene entsteht Authentizität durch Verbergen der Konstruiertheit des Textes, hier sind Medien wie Film oder Fotografie sehr erfolgreich. In Bezug auf die rednerische Performanz steht der Begriff der Authentizität in einem engen Verhältnis mit dem Ethos einer Person, in der Rhetorik mit dem Orator.

### Musik
In der Musiktheorie werden unter anderem gewisse Kirchentonleitern als authentisch bezeichnet, im Gegensatz zu den plagalen Kirchentonleitern: Authentisch meint hier das ursprünglich Tonangebende, zu dem das Plagale in einem bloß modifizierenden, untergeordneten Ableitungsverhältnis steht.
In Populärer Musik wird Authentizität vielfach mit „Street Credibility“ übersetzt. Die Bürgschaft für das Eigene wird hauptsächlich von der Fangemeinde („Peergroup“) übernommen, die darunter oft eine Kongruenz zu den eigenen Lebensverhältnissen versteht. Diese Kongruenz soll dechiffrierbar sein, was die Musik betrifft. Wenn man sich vom Musikalischen ins Populärmusikalische begibt, dann ist das bereits eine ökonomische Entscheidung, eine Ökonomie der Aufmerksamkeit, die die Bestätigung in reinen Verkaufszahlen nahelegen würde, wäre da nicht auch das Moment des Widerstands gegen die Kulturindustrie, das bei der publikumswirksamen Bürgschaft oft zum Zuge kommt. Auch Streetcredibility hat also erst in zweiter Linie mit Verkaufszahlen zu tun. Wo die Verwertungsmaschinerie bewusst wird, wird populärer Musik Glaubwürdigkeit verliehen. Das kann auch bei anderen Anlässen der Fall sein, zum Beispiel beim gemeinsamen Engagement vieler Musiker gegen den Irakkrieg 2003. Musik muss sich aber nicht in Wirtschaft oder Politik einmischen, um glaubwürdig zu sein: Das Image des an politischen und gesellschaftlichen Fragen Uninteressierten kann zu dessen authentischer Gestalt beitragen. Authentizität in der Populären Musik ist ein sensibler Maßstab, sie reagiert geradezu allergisch auf Versuche der künstlichen Anpassung – sie ist ein Wahrheits- und Ehrlichkeitsmaßstab zur Vermittlung von Aufrichtigkeit, der die Ebenen der musikalischen Gestaltung wie auch die Rahmenbedingungen sehr genau erfasst. Was verbürgt wird, ist nicht nur die Angemessenheit des musikalischen Ausdrucks, oft kommen die Lebensbedingungen der Künstler hinzu. Superstars stehen oft vor dem Problem, Authentizität nur aus gesamtgesellschaftlichen Topoi generieren zu können, die für Stile (im Sinne von Subkulturen) typischen entgehen ihnen. Streetcredibility ist ein modernes Instrument. Beim frühen Blues zum Beispiel würde man eher von Authentizität sprechen, beim Hip-Hop ist eher die Rede von Streetcredibility. So ist Authentizität in der populären Musik ein individueller (subjektiver) Maßstab, Streetcredibility ein kollektiver (intersubjektiver). Die wirksamsten Elemente für die Rekonstruktion von Streetcredibility in Populärer Musik sind oft Liveelemente, wie sie zum Beispiel im Song Denkmal (2004) der Band Wir sind Helden eingelassen sind. In einem der offiziellen Videoreleases des Songs wird der Refrain an einer Stelle vom Publikum mitgesungen („Sie haben uns ein Denkmal gebaut“). Hinzu kommt eine Videopräsentation, die sich stark an der Dokumentation von Bühnen- und Tourerlebnis orientiert. Ein anderes Videorelease desselben Songs beschäftigt sich näher mit den – für Authentizität und Streetcredibility in der Populären Musik typischen – inhaltlichen Bezügen des Songtextes.

### Recht
In der Rechtswissenschaft wird der vom Gesetzgeber selbst veröffentlichte Wortlaut einer Rechtsnorm authentisch genannt. Im Gegensatz dazu stehen andere Verlautbarungen oder Veröffentlichungen wie beispielsweise in Lehrbüchern oder Kommentaren, die entgegen der authentischen Version nicht im Wortlaut rechtsverbindlich sind.
Ein bekanntes Beispiel hierfür sind die Überschriften von Paragraphen in den meisten deutschen Gesetzen. In der authentischen Fassung der Gesetze (in Deutschland ausschließlich die Verlautbarung im Bundesgesetzblatt bzw. den jeweiligen Gesetzblättern der Länder) haben die einzelnen Paragraphen oft keine Überschrift, während sie in vielen Textausgaben von Verlagen nicht-authentische (d. h. inoffizielle und daher rechtlich unverbindliche) Überschriften enthalten. Solche Ergänzungen werden üblicherweise durch eckige Klammern als nicht-authentisch ausgewiesen.
Österreich ist das erste europäische Land, das die Onlineversion des Bundesgesetzblattes (im Rechtsinformationssystem des Bundeskanzleramtes) anstelle der ebenfalls veröffentlichten Papierform als authentisch betrachtet.
Eine Gesetzesauslegung (Exegese) kann den Status der sogenannten authentischen Interpretation haben, wenn das gesetzgebende Organ selbst, vor allem in den parlamentarischen Gesetzgebungsmaterialien, sie zum Ausdruck gebracht hat.

### Informatik
In der Informationssicherheit bezeichnet Authentizität die Eigenschaften der Echtheit, Überprüfbarkeit und Vertrauenswürdigkeit. Die Überprüfung einer behaupteten Eigenschaft wird als Authentifikation bezeichnet. Durch Authentifikation des Datenursprungs wird nachgewiesen, dass Daten einem angegebenen Sender zugeordnet werden können, was durch digitale Signaturen ermöglicht werden kann.
Anhand des Problems der byzantinischen Generäle kann man viele Fragestellungen zur Authentizität von Informationen untersuchen. Bei diesem Szenario belagern mehrere Generäle, die sich gegenseitig nicht vertrauen, Byzanz und lassen sich Mitteilungen zukommen. Gesucht sind Algorithmen zur sicheren Übertragung und Verifikation dieser Mitteilungen, da der Absender oder eine ganze Mitteilung von einem anderen gefälscht sein kann, Mitteilungen durch abgefangene Boten verloren gehen oder durch gefälschte Mitteilungen ersetzt werden können.

### Fachdidaktik
In der Fachdidaktik versteht man unter Authentizität, dass das vorliegende Material (z. B. Interview, Film, Nachrichtensendung, Zeitungsartikel, Hinweisschild usw.), das ein Lehrer verwendet, nicht für den Unterricht entworfen oder verändert wurde.
In der Fremdsprachendidaktik werden Situationen und Aufgabenstellungen dann als „authentisch“ angesehen, wenn die Schüler sie in der Schul- und Klassenzimmersituation als unmittelbar-real erfahren oder zumindest als lebensecht akzeptieren können, so dass sie das Erlernte auch in die außerschulische Lebenswelt übertragen können.
Die Geschichtsdidaktik unterscheidet nach Hans-Jürgen Pandel verschiedene Formen der Authentizität.
- Personen- und Ereignisauthentizität geben an, inwieweit dargestellte Personen oder Ereignisse tatsächlich existiert haben.
- Quellenauthentizität gibt an, inwieweit eine Quelle den Ansprüchen an Echtheit genügt.
- Typenauthentizität gibt an, inwieweit Personen / Figuren womöglich erfunden, aber im historischen Kontext trotzdem überzeugend sind (Beispiel: Der erfundene Hitler-Junge im Jugendroman).
- Erlebnisauthentizität gibt an, inwieweit das in Texten erlebte und empfundene tatsächlich vom Verfasser so empfunden wurde. Pandel merkt an, dass diese Art der Authentizität mit den „üblichen quellenhistorischen Mitteln“ kaum nachweisbar ist.
- Repräsentationsauthentizität gibt an, inwieweit ein dargestelltes Ereignis epochentypisch andere Vorkommnisse / Ereignisse abbildet.

### Marketing
Innerhalb der strategischen Markenführung wird Marken-Authentizität als „Wahrhaftigkeit des proklamierten Markennutzenversprechens“ definiert. Als wahrhaftig wird das Nutzenversprechen von den Nachfragern wahrgenommen, wenn sie den Eindruck haben, dass sich die Marke nach außen hin nicht anders darstellt, als sie ist.

### Im kulturwissenschaftlichen Diskurs
Rolf Lindner näherte sich diesem Thema mit der „Idee des Authentischen“. Er sieht in der Frage der Authentizität den Basisdiskurs der Kulturanthropologie. Bei aktuellen Diskursbeiträgen geht man davon aus, dass kulturelle Echtheitsfragen durch dramaturgische Aufbereitungen des Handelns zu erzielen seien (somit auch durch Inszenierungen), im Gegensatz dazu nahm man früher an, dass Authentizität nur dort stattfindet, wo nichts inszeniert ist.
Nach Manfred Hattendorf kann Authentizität auch von den unterschiedlichen Dimensionen der Wahrnehmung abhängig sein. Etwas kann also in einem bestimmten Zusammenhang authentisch sein, in einem anderen aber auch wieder nicht. Somit hängt Authentizität von der Zusammenwirkung mehrerer Variablen ab. Hattendorf vergleicht die Rezeption von Authentizität mit dem Zustande kommen eines Vertrages. Zunächst bietet eine ordnende Instanz ein Kommunikat an. Der Rezipient steht dem mit seinem Wissen, Erfahrung und spezifischer Wahrnehmung zur Seite. Die Beziehung der beiden ist durch eine wechselseitige Einflussnahme geprägt. Nun liefert die ordnende Instanz Anreize, um das Interesse des Rezipienten zu wecken. Durch spezifische Authentizitätssignale kann eine Rezeption in Gang gesetzt werden, die im besten Falle einen Vertragsabschluss bewirken. Mit diesem Wissen erschließt sich uns, dass etwas authentisch ist, wenn das Vertrauen des Zusehers gewonnen wird. Ist dies nicht der Fall, so wird es als unglaubwürdig empfunden. Somit ist Authentizität auch immer vom Individuum abhängig. Mit diesem Verständnis steht Hattendorf im Zentrum kulturwissenschaftlicher Authentizitätsdiskurse und macht deutlich, dass es schwer ist, eine Scheidelinie zwischen inszeniert (falsch) und authentisch (echt) zu ziehen.

## Authentizität von Personen
Authentizität bezeichnet auch eine Persönlichkeitseigenschaft und einen persönlichen (ethischen) Wert (Wertvorstellung). Angewendet auf Personen bedeutet Authentizität, sich gemäß seinem wahren Selbst, d. h. seinen Werten, Gedanken, Emotionen, Überzeugungen und Bedürfnissen auszudrücken und dementsprechend zu handeln, und sich nicht durch äußere Einflüsse bestimmen zu lassen (Harter, 2002). Gruppenzwang und Manipulation beispielsweise unterwandern persönliche Authentizität.
Die Sozialpsychologen Michael Kernis und Brian Goldman unterscheiden vier Kriterien, die erfüllt sein müssen, damit man sich selbst als authentisch erlebt:
- Bewusstsein – Ein authentischer Mensch kennt seine Stärken und Schwächen ebenso wie seine Gefühle und Motive für bestimmte Verhaltensweisen. Dies setzt Selbsterkenntnis durch Selbst- und Fremdwahrnehmung und Selbstreflexion voraus, um sich seiner selbst und seines Handelns bewusst zu werden.
- Ehrlichkeit – Hierzu gehört, der ungeschminkten Realität, das eigene Selbst betreffend, ins Auge zu blicken und auch unangenehme Rückmeldungen zu akzeptieren.
- Konsequenz – Ein authentischer Mensch handelt nach seinen Werten und Überzeugungen. Das gilt für die gesetzten Prioritäten und auch für den Fall, dass er sich dadurch Nachteile einhandelt. Kaum etwas wirkt verlogener und unechter als ein Opportunist.
- Aufrichtigkeit – Authentizität beinhaltet die Bereitschaft, sein wahres Selbst, mit seinen positiven wie negativen Seiten, in sozialen Beziehungen offen zu zeigen und nicht zu verleugnen.[12]

Eine als authentisch bezeichnete Person wirkt besonders „echt“, strahlt aus, dass sie zu sich selbst mit ihren Stärken und Schwächen steht und im Einklang mit sich selbst handelt. Sie vermittelt ein Bild von sich, das beim Betrachter als ehrlich, stimmig, urwüchsig, unverbogen, ungekünstelt wahrgenommen wird, anders als Personen mit einem falschen Selbst. Dabei muss es sich nicht um die realen Eigenschaften des Betrachteten handeln. Auch Zuschreibungen von Betrachtern können diese Eindrücke verursachen und als Teil einer gelungenen Inszenierung fungieren. Ist die Inszenierung übertrieben, kann sie klischeehaft wirken und zum Kitsch werden oder dann als künstlerisch gekonnt erscheinen.

## Philosophie
Sowohl hinsichtlich einer begrifflichen Beschreibung (Aristoteles, Platon) als auch in Form einer exemplarischen Verkörperung (Sokrates) ist Authentizität schon in der antiken Philosophie bekannt. Eine Orientierung am Konzept der „Authentizität“ wird dennoch von vielen Autoren als ideengeschichtliches Moment der Neuzeit und als Entwicklung seit dem ausgehenden 18. Jahrhundert beschrieben. Im Bereich der Ästhetik beispielsweise werde nun, so eine einflussreiche These Lionel Trillings, Kunst nicht mehr als korrekte Befolgung eines Regelkanons verstanden, sondern als Mittel zur Selbsterkundung. In der Ethik (im sehr weiten Sinne) handle es sich bei Orientierungen an „Authentizität“, so etwa Charles Taylor, um ein „Kind der Romantik“. Hier werde eine Erweiterung und Modifikation früherer Versionen eines „Individualismus“, etwa derjenigen von Descartes (Selbstdenken vor tradierten Lehren) oder Locke (Person vor gesellschaftlicher Inpflichtnahme) vorgenommen, u. a. durch Beachtung der Sozialität des Individuums.

### Existentialismus und Existenzphilosophie
Bei zahlreichen dem Existentialismus zugerechneten Autoren spielt der Begriff der „Eigentlichkeit“ eine wichtige Rolle.

#### Heidegger
Für Heidegger sind „Eigentlichkeit“ und „Uneigentlichkeit“ zwei grundsätzliche Alternativen, wie sich Subjekte zu je ihrem eigenen Sein verhalten können: „Die Uneigentlichkeit kann […] das Dasein nach seiner vollsten Konkretion bestimmen in seiner Geschäftigkeit, Angeregtheit, Interessiertheit, Genußfähigkeit.“:42f Uneigentlichkeit ist vom „Mitdasein Anderer im Man völlig benommen“, es geht „besorgend in einer Welt“ auf.:176 „Umgekehrt ist die eigentliche Existenz nichts, was über der verfallen-den Alltäglichkeit schwebt, sondern existenzial nur ein modifiziertes Ergreifen dieser.“:179 In der Rezeption Heideggers wurden oftmals die Begriffe „Eigentlichkeit“ und „Authentizität“ wenig differenziert nebeneinander gestellt oder wurde z. B. „Eigentlichkeit“ als „authenticity“ übersetzt.
Heideggers Begriff der „Eigentlichkeit“ ist ein Konzept, dessen Tauglichkeit etwa für die Begründung einer normativen Ethik vielfach bezweifelt wird. Stattdessen, so wendeten viele Kritiker Heideggers ein, handle es sich um formales Konzept, das auch sehr problematische Konkretionen nicht verhindern könne, wie dies ja auch für Heideggers eigene problematische Positionierung u. a. zur faschistischen Ideologie zugetroffen habe.
Unter die umfänglichere Auseinandersetzung mit Heideggers Begriff der „Eigentlichkeit“ zählt Theodor W. Adorno 1964 erschienener Essay „Jargon der Eigentlichkeit“. Adorno schreibt darin etwa:

„Das Suffix »-keit« […] reizt zum Glauben, es trüge bereits jenen Inhalt in sich. Die bloße Relationskategorie wird herausgefischt und ihrerseits als Konkretes ausgestellt; das Höchste wäre nach dieser Logik, was durchaus ist, was es ist. Der repristinierte Platon ist platonischer als der authentische, der zumindest in der mittleren Periode einem jeglichen Ding, auch dem niedrigsten, seine Idee zuordnete und keineswegs die pure Übereinstimmung des Dinges mit dieser mit dem Guten verwechselte. Im Namen zeitgemäßer Eigentlichkeit jedoch könnte auch ein Folterknecht allerlei ontologische Entschädigungsansprüche anmelden, wofern er nur ein rechter Folterknecht war. Der Primat des Begriffs über die Sache nun ist, durch die Allianz von Eigentlichkeit mit »Jemeinigkeit«, in die pure Einzelheit verschoben, so künstlich wie einst die haecceitas der Spätscholastik des Duns Scotus, welche die Unauflöslichkeit des Diesda selbst, dessen Nicht-Universale-Sein, zum Universale macht, Paradigma einer Ontologisierung des Ontischen.“

#### Sartre
Jean-Paul Sartres Verständnis von Authentizität ist in der Sartre-Forschung durchaus umstritten. Mit Sartre kann die unaufrichtige Seinsweise „sogar für eine sehr große Zahl von Personen der normale Aspekt des Lebens sein.“:124 Sie entspringt der sogenannten komplizenhaften Reflexion. Im Zentrum der Untersuchungen zu seiner Vorstellung von Authentizität steht folgender Abschnitt: „Kurz, es gibt zwei authentische Haltungen: die, durch die ich den Andern als das Subjekt anerkenne, durch das ich zur Objektheit komme – das ist die Scham; und die, durch die ich mich als den freien Entwurf erfasse, durch den der Andere zum Anderer-sein kommt – das ist der Hochmut oder die Behauptung meiner Freiheit gegenüber dem Objekt-Andern. Aber der Stolz – oder die Eitelkeit – ist ein labiles unaufrichtiges Gefühl“.:519 Sartre unterscheidet also zwischen Unaufrichtigkeit (mauvaise foi) und Authentizität. Dieser Unterscheidung liegt die grundsätzliche Bestimmung des menschlichen Seins als „Für-sich, […] das ist, was es nicht ist und nicht das ist, was es ist“ zugrunde.
Die Unaufrichtigkeit ist also ein Sich-Selbst-Belügen, indem die menschliche Realität um ein zwar nicht zutreffendes, ihr jedoch scheinbar vorteilhaftes Sein weiß, das sie zugleich als zutreffend anzunehmen oder zu vermitteln versucht. Der Unaufrichtigkeit wird als Antithese die Ehrlichkeit entgegengestellt. Diese ist Sartre zufolge letztlich ein „Seinsideal“,:140ff. das der Mensch nicht erreichen könne, weshalb er auch nicht ehrlich sein und vor allem nicht werden könne, weil er als „Für-sich“ frei sei, sich zu entwerfen. Ehrlichkeit sei folglich selbst unaufrichtig, weil die menschliche Realität ein Bewusstsein davon habe, dieses Ideal nicht erreichen zu können.
Authentizität ist bei Sartre ein Begriff, der sich vor diesem Hintergrund darauf bezieht, dass in der menschlichen Realität aufgrund der Erfahrung ihres eigenen Objekt-in-der-Welt-seins durch die Anerkennung des Andern als Subjekt ein Schamgefühl hervorgerufen wird. Dieses Schamgefühl ist insofern authentisch, als es den fühlbaren Ausdruck einer ursprünglichen Beziehung zum anderen darstellt und da es auf der Ebene des präreflexiven Denkens stattfindet, keinen weiteren Entwurf zulässt. Die Scham ist da und kann nicht durch eine Haltung ausgeschaltet werden. Hier muss aber verstanden werden, dass Sartre von einer ursprünglichen Scham spricht, aus der die Möglichkeit alltäglichen Schamgefühls resultiert.

### Spätmoderne
Nach der diskursanalytischen Diagnose Michel Foucaults ist das Konzept der „Authentizität“ typisch für Subjektivierungsformen der Moderne. Dabei gehe es um den Bezug auf eine „Seinsweise des durch seine Übereinstimmung mit sich selbst bestimmten Subjekts“. Dagegen plädiert Foucault für eine Vielheit von Formen und Praktiken der Selbstbeziehung und des Selbstentwurfs. Er verdeutlicht dies z. B. mit Bezug auf Sartres Forderung, dass wir „wirklich und wahrhaftig wir selbst sein müssen“ und auf dessen Literaturanalysen. Sartre habe hier die „kreative Arbeit“ (etwa eines Baudelaire) „an eine bestimmte Beziehung zu sich selbst“, „an einen Selbstbezug des Autors“ zurückgebunden und dabei nur zwei Formen unterschieden: „Authentizität“ im Sinne insb. moralischer „Aufrichtigkeit“ oder Nichtauthentizität. Stattdessen schlägt Foucault eine umgekehrte Perspektive vor: So „sollte man vielleicht die Art von Beziehung, die er zu sich selbst hat, als kreative Aktivität auffassen, die den Kern seiner ethischen Aktivität ausmacht.“ – „Aus dem Gedanken, daß uns das Selbst nicht gegeben ist, kann m.E. nur eine praktische Konsequenz gezogen werden: wir müssen uns wie ein Kunstwerk begründen, herstellen und anordnen.“
Derartige Kritiken am klassisch-modernen Konzept der „Authentizität“ führen auch viele weitere Analytiker und Theoretiker der Spätmoderne (insofern oft auch als „Postmoderne“ etikettiert) ins Feld. In dieser Zeit fällt auch der Begriff der authentischen Inauthentizität als Bezeichnung für das Spiel mit dem Authentischen.
Spätestens seit den 1990er Jahren finden sich aber auch Verteidigungen des „Authentizität“-Konzepts z. B. in der Ästhetik oder Ethik. Charles Taylor etwa hat mit Bezug u. a. auf Trilling eine Verteidigung und Ausarbeitung einer „Ethik der Authentizität“ entwickelt.

### Politische Philosophie
In der politischen Philosophie stellt sich die Frage nach der Authentizität als Frage nach dem wahren Willen (authentisch in diesem Sinne ist, wer seinen wahren Willen kennt und nach diesem handelt). Hier lokalisiert Charles Taylor drei grundsätzliche Positionen.
- Es gibt keine relevante Unterscheidung zwischen einem wahren und einem nicht wahrem Willen. Freiheit wird verstanden als negative Freiheit, als Abwesenheit von äußerlichen Hindernissen (Thomas Hobbes, Jeremy Bentham[24]).
- Es gibt eine persönliche Selbstverwirklichung, eine innere Freiheit, im Rahmen der Bildung eines persönlichen wahren Willens. Dieser wahre Wille wird jedoch ausschließlich von der betreffenden Person selbst erkannt. Hier wird Freiheit bereits als innere Freiheit identifiziert. Das Subjekt ist letzte Autorität in der Frage, ob es selber frei ist[25] (John Stuart Mill[24]).
- Es gibt einen wahren Willen, den die betreffende Person aber eventuell nicht selber oder nur verzerrt wahrnimmt. Andere Personen können aber diesen wahren Willen bei der Person erkennen. Das Subjekt ist nicht mehr oberste Autorität in der Frage, ob seine Bedürfnisse authentisch sind oder nicht, ob es frei ist[26] (Jean-Jacques Rousseau, Karl Marx[27]).